# Mammea
Mammea är ett släkte av tvåhjärtbladiga växter. Mammea ingår i familjen Calophyllaceae.

## Bildgalleri

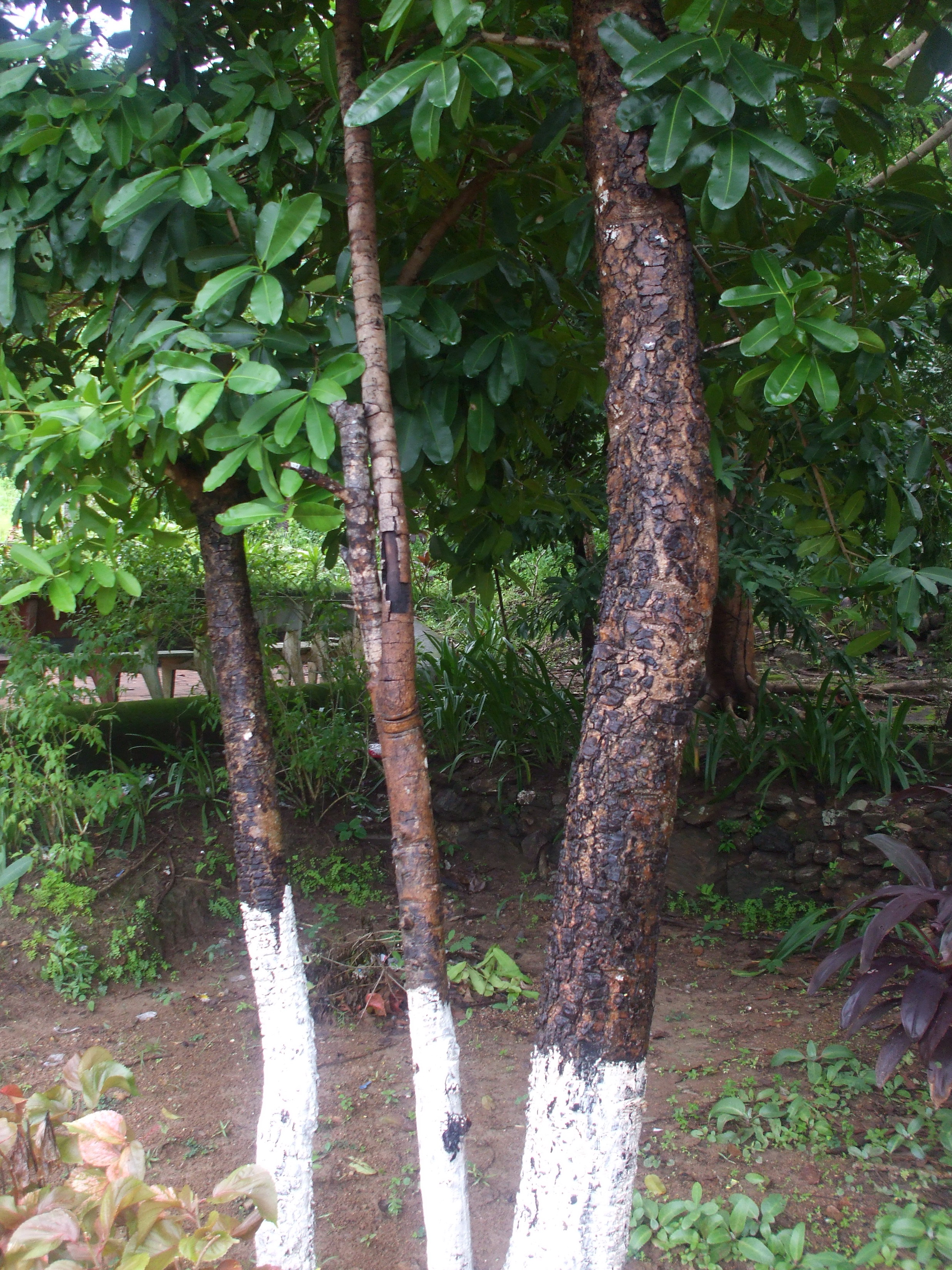
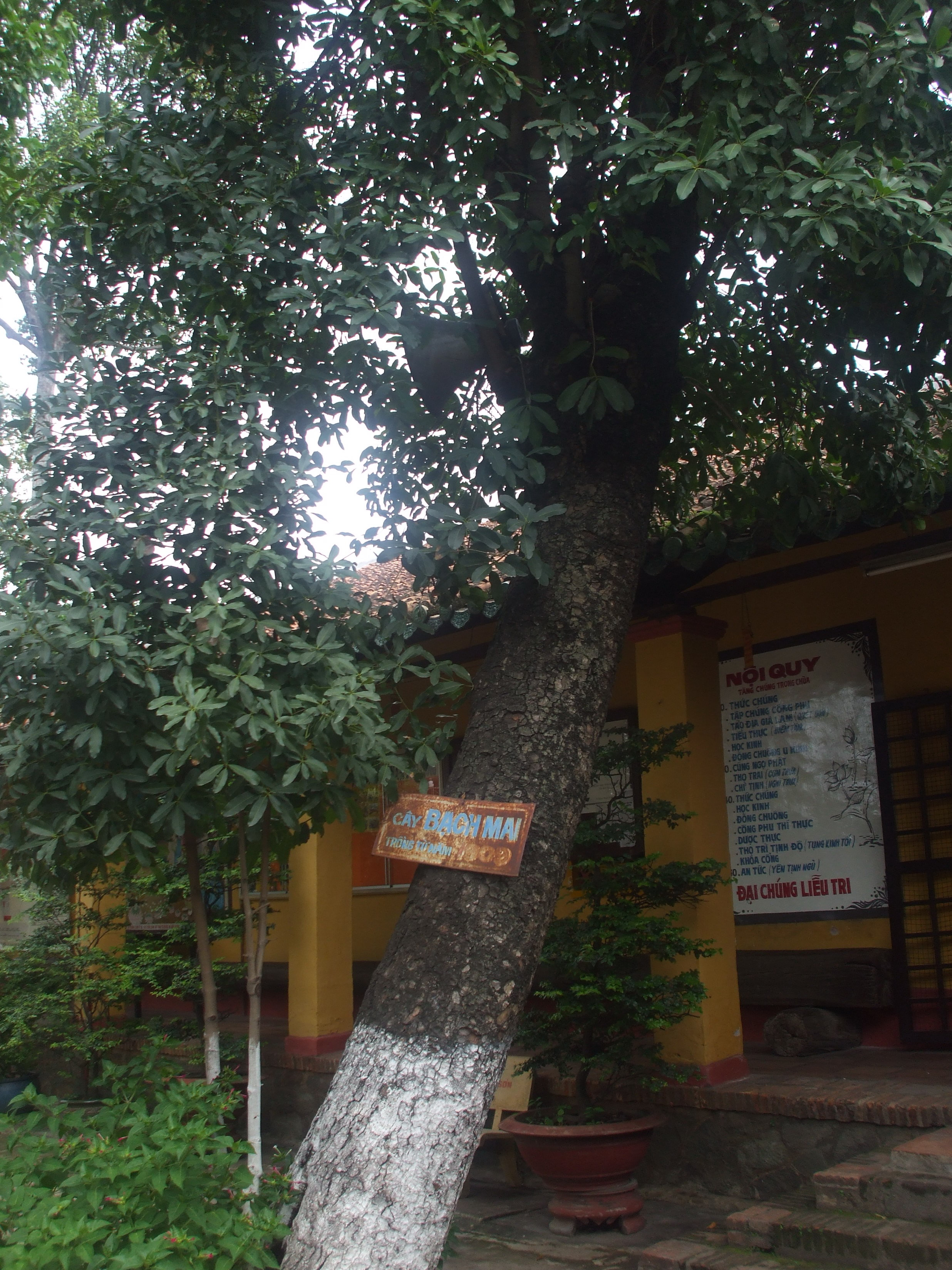

## Dottertaxa tillMammea, i alfabetisk ordning[1]
- Mammea acuminata
- Mammea africana
- Mammea ambrensis
- Mammea americana
- Mammea anastomosans
- Mammea angustifolia
- Mammea aruana
- Mammea bongo
- Mammea brevipes
- Mammea brevipetiolata
- Mammea calciphila
- Mammea calophylloides
- Mammea cauliflora
- Mammea congregata
- Mammea cordata
- Mammea decaryana
- Mammea decipiens
- Mammea eugenioides
- Mammea glauca
- Mammea glaucifolia
- Mammea grandifolia
- Mammea harmandii
- Mammea immansueta
- Mammea lancilimba
- Mammea malayana
- Mammea megaphylla
- Mammea micrantha
- Mammea multiflora
- Mammea nervosa
- Mammea neurophylla
- Mammea novoguineensis
- Mammea odorata
- Mammea orthoclada
- Mammea pachyphylla
- Mammea papuana
- Mammea papyracea
- Mammea perrieri
- Mammea pseudoprotorhus
- Mammea punctata
- Mammea ramiflora
- Mammea reticulata
- Mammea sanguinea
- Mammea sessiliflora
- Mammea siamensis
- Mammea sinclairii
- Mammea suriga
- Mammea timorensis
- Mammea touriga
- Mammea usambarensis
- Mammea veimauriensis
- Mammea woodii
- Mammea yunnanensis
- Mammea zeereae